# La esvástica azafrán
La esvástica azafrán: la noción del fascismo hindú (título original en inglés: The Saffron Swastika: The Notion of "Hindu Fascism") es un libro escrito por el indólogo belga Koenraad Elst y publicado en dos volúmenes en el año 2001. En él se discute detalladamente los conceptos de Hindutva y nacionalismo hindú. El autor además intenta desvincular al partido político indio Bharatiya Janata Party (BJP) y al Rashtriya Swayamsevak Sangh de las acusaciones de ser un movimiento inspirado por el fascismo. Para el escritor Koenraad Elst, estas no son más que acusaciones de grupos marxistas de la India.